# José Camón Aznar
José Camón Aznar (ur. 5 października 1898 w Saragossie, zm. 14 maja 1979 w Madrycie) – hiszpański historyk i historyk sztuki, profesor uniwersytecki, literat i filozof XX wieku. Był członkiem Królewskiej Akademii Sztuk Pięknych św. Ferdynanda i Królewskiej Akademii Historii.
Camón Aznar był kolekcjonerem sztuki, przekazał swoją kolekcję rodzimej Aragonii, dzięki niej utworzono Museo Camón Aznar w Saragossie.